# Ostrowite (gromada w powiecie golubsko-dobrzyńskim)
Ostrowite – dawna gromada, czyli najmniejsza jednostka podziału terytorialnego Polskiej Rzeczypospolitej Ludowej w latach 1954–1972.
Gromady, z gromadzkimi radami narodowymi (GRN) jako organami władzy najniższego stopnia na wsi, funkcjonowały od reformy reorganizującej administrację wiejską przeprowadzonej jesienią 1954 do momentu ich zniesienia z dniem 1 stycznia 1973, tym samym wypierając organizację gminną w latach 1954–1972.
Gromadę Ostrowite z siedzibą GRN w Ostrowitem utworzono – jako jedną z 8759 gromad na obszarze Polski – w powiecie wąbrzeskim w woj. bydgoskim, na mocy uchwały nr 24/16 WRN w Bydgoszczy z dnia 5 października 1954. W skład jednostki weszły obszary dotychczasowych gromad Ostrowite i Skępsk ze zniesionej gminy Podzamek Golubski, obszar dotychczasowej gromady Podzamek Golubski (bez terenów włączonych do miasta Golub-Dobrzyń) oraz osada Gajewo (bez lasu gajewskiego) z dotychczasowej gromady Chełmoniec ze zniesionej gminy Kowalewo, a także miejscowości Borek i Podborek (granicę tworzy środek rowu między miastem Kowalewo a Podborkiem) z miasta Kowalewo, w tymże powiecie. Dla gromady ustalono 23 członków gromadzkiej rady narodowej.
1 stycznia 1956 gromadę włączono do nowo utworzonego powiatu golubsko-dobrzyńskiego w tymże województwie.
1 stycznia 1969 do gromady Ostrowite włączono grunty rolne o powierzchni ogólnej 383,92 ha z miasta Golubia-Dobrzynia oraz grunty rolne o powierzchni ogólnej 68,99 ha z miasta Kowalewa w tymże powiecie.
1 stycznia 1970 z gromady Ostrowite (retroaktywnie) wyłączono wieś Podborek o ogólnej powierzchni 72,81 ha, włączając ją do gromady Kowalewo w tymże powiecie; do gromady Ostrowite (retroaktywnie) włączono natomiast Leśnictwo Drwęca o ogólnej powierzchni 12,30 ha z gromady Ciechocin w tymże powiecie.
Gromadę zniesiono 1 stycznia 1972, a jej obszar włączono do gromad Kowalewo (sołectwo Napole) i nowo utworzonej Golub-Dobrzyń (sołectwa Gajewo, Ostrowite, Podzamek Golubski i Skępsk) w tymże powiecie.